# Liad Hussein Kantorowicz

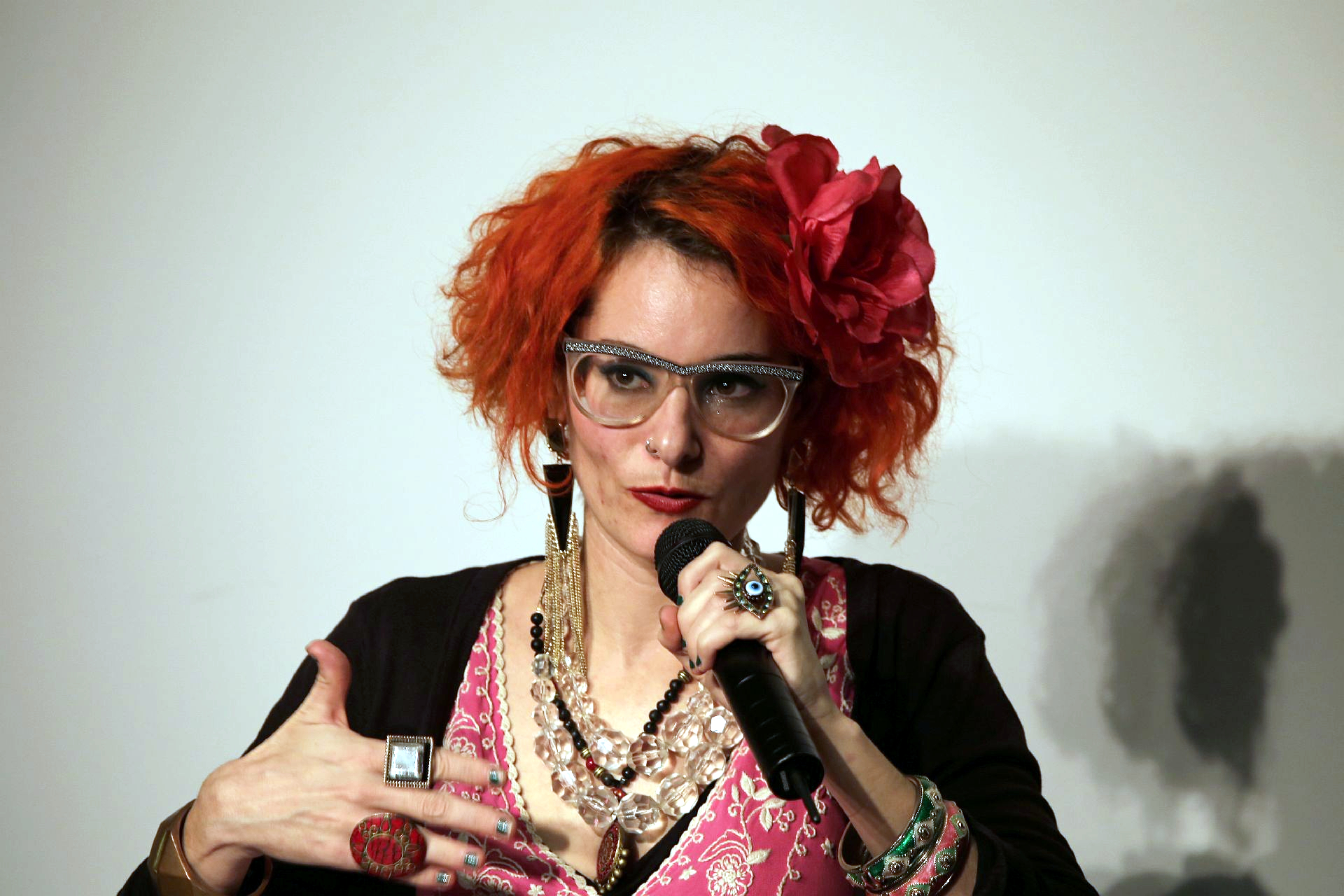
Liad Kantorowicz bei einer Lesung 2014

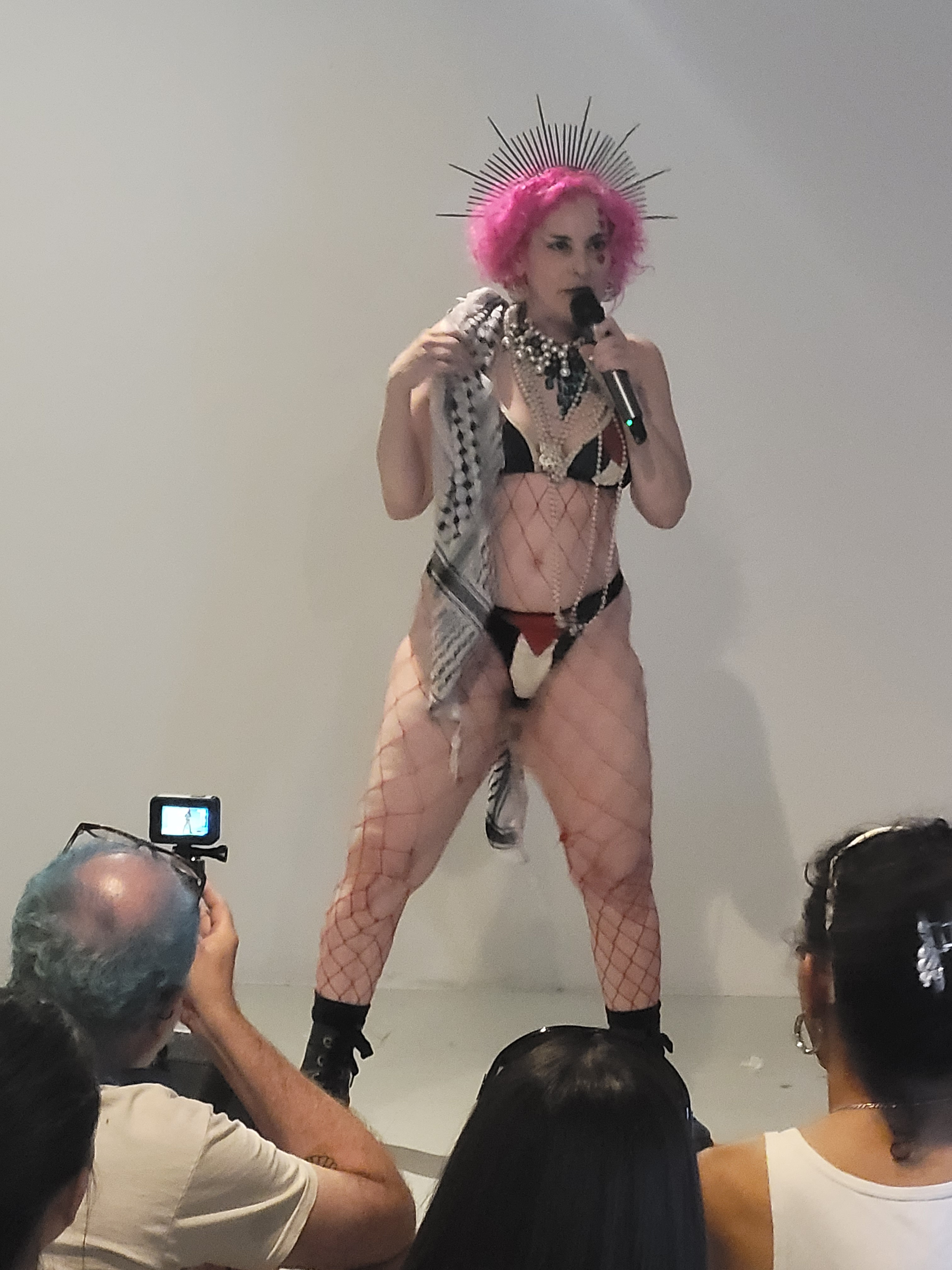
Liad Hussein Kantorowicz bei einer Performance im Schwulen Museum Berlin (2024)

Liad Hussein Kantorowicz (hebräisch ליעד חוסיין קנטורוביץ; geboren am 25. Dezember 1977 in Israel) ist eine israelische Performancekünstlerin und Aktivistin für Sexarbeiter und einen Kulturboykott gegen Israel, die seit 2011 in Berlin lebt.

## Leben und Wirken
Liad Kantorowicz studierte Gender Studies und Geschichte des Nahen und Mittleren Ostens an der Universität von Tel Aviv und war 2017 Studentin im Master-Programm „Solo/Dance/Authorship“ am hochschulübergreifenden Zentrum Tanz der Universität der Künste Berlin.
Kantorowicz’ Schaffen bewege sich an den Grenzlinien zwischen Aktivismus und Performancekunst, schrieb die New Yorker Sozialanthropologin Shaka McGlotten, und hebe diese teilweise auf. Sie kleide sich auffällig im Stil von Dragqueens.
Als Aktivistin trat sie gegen die israelischen Sperranlagen im Westjordanland ein und war Mitbegründerin der Gruppe Anarchists Against the Wall. Weiter war sie nach eigenen Angaben die erste Person in Israel, die sich öffentlich als Sexarbeiterin outete. Sie war nach eigenen Angaben eine der Personen, die dazu beitrugen, die Worte „queer“ und „Sexarbeit“ im politischen Dialog in Israel einzuführen. Als ehemalige Sexarbeiterin setzte sie sich für eine Veränderung der Arbeitsbedingungen für Sexarbeitende ein. In Deutschland unterstützte sie Kulturboykott-Aktionen gegen Israel, so 2019 den Boykott des internationalen Pop-Kultur-Festivals in Berlin, weil es von der israelischen Botschaft in Berlin gesponsert wurde, oder 2022 die Kampagne gegen die Vorführung der Weltpremiere des israelischen Films My Neighbor Adolf am Locarno Film Festival in der Schweiz.
Als Künstlerin trat sie mit Performances und Videos ihrer Performances im Rahmen von Festivals auf. Ihr Kurzfilm mit dem Titel No Democracy Here wurde auf dem Kopenhagener Dokumentarfilmfestival CPH:DOX uraufgeführt und lief auf Festivals wie dem Pornfilmfestival Berlin (2018), im Rahmen des Kurzfilm Festival Hamburg oder beim Queer Lisboa. Mit ihrem Videofilm Mythical Creatures nahm sie an der Gruppenausstellung Decriminalised Futures teil, die 2022 im Institute of Contemporary Arts in Zusammenarbeit mit der Organisation „Sex Worker Advocacy and Resistance Movement“ in London gezeigt wurde. Der Performance-Film erzählt von Kooperationen zwischen Sexarbeiterinnen unterschiedlicher Herkunft, um sich der Unterdrückung zu widersetzen.

## Videofilme (Auswahl)
- 2017: Embellishments (Kurzfilm, 8 Minuten); Hauptrolle und Kooperation mit Benjamin Ramírez Pérez[17]
- 2018: No Democracy Here (Kurzfilm, 25 Minuten); Regie/Drehbuch/Darstellerin/Produzentin[13][18]
- 2020: Mythical Creatures[11]